# Aleiodes fuscus
Aleiodes fuscus är en stekelart som beskrevs av Chen och He 1991. Aleiodes fuscus ingår i släktet Aleiodes och familjen bracksteklar. Inga underarter finns listade i Catalogue of Life.